# Односи Србије и Русије
Односи Србије и Русије су инострани односи Републике Србије и Руске Федерације.
У модерно доба, Србија и Русија успостављају званичне дипломатске односе 1838. године. Руска Федерација има амбасаду у Београду, а Република Србија има амбасаду у Москви.

## Историја односа

### Односи средњовековних држава
Везе између средњовековне Србије и Русије су, пре свега, биле верске и културолошке природе.
Иако, за прилике свог доба, сразмерно доста удаљене, оне су одржавале контакте од својих најранијих дана. За то су биле најзаслужније две компоненте: старословенски језик који је у обе земље био званичан, као и заједничка званична вера, православно хришћанство.
У том домену, Србија је била у позиција снабдевача Русије црквеним књигама, као и световном литературом (енциклопедијама, романима, граматичким реформама и напредним тенденцијама у песништву). То је такозвани Други утицај са Југа (након Првог којим се сматра ширење старословенског језика у Русији, који је такође потекао са словенског југа). Србија је у културолошком аспекту била напреднија јер је била ближа Византији, светионику просвећености тадашње Европе. Са друге стране, осим што је била удаљенија од средоземне Европе, Русија је била оптерећена монголским најездама и ропством.
У време пада Српске деспотовине, Русија је била слаба и заостала држава на периферији тадашње Европе. Она се опорављала од монголског ропства и покушавала да успостави ефикасну и јаку средишњу власт над целим простором своје земље.

### Османски период
До јачих политичких контаката није дошло из два разлога: сразмерно велике удаљености и зато што када је Србија падала под турско ропство, Русија се ослобађала од монголског. Ипак, постојало је и пар политичких бракова између српског и руског племства. Свакако најзначајнији, био је брак између српске племкиње, из властелинске београдске породице Јакшића и деде првог цара Русије, Ивана Грозног.
У овом периоду монаси манастира: Папраће, Гомирја, Лепавине, Шемљуга, Студенице, Шишатовца, Хопова, Ремете, Крушедола, Раковца, Ковиља, Гргетега, Леснова, Дечана, Раванице, Хиландара и Пећке патријаршије одлазе у Москву да моле руског цара и власт за помоћ.
Први контакти, у новим приликама, опет су били културолошке природе. После Бечког рата и Велике сеобе Срба, настала је велика потреба за ученим људима. Овај недостатак је допуњен учитељима из Русије. На тај начин, од 17. века до средине 19. века, настаје и употребљава се славеносрпски језик, као комбинација војвођанских дијалеката српског језика, руске редакције старословенског језика и руског језика.
Руске власти радиле су на лобирању код Срба да населе пусте крајеве Русије, обећавајући им привилегије. У 18. столећу значајну културну везу представљали су трговци књигама познати као „Москови“ или „Москаљи“. Због страха од унијаћења, Срби су куповали књиге од руских трговаца сматрајући њихово порекло као гаранцију теолошке исправности, што је допринело русификацији српске културе.
Са порастом моћи Русије, почевши од Петра Великог, а нарочито за време Катарине Велике, расте руски интерес за Балкан. Русија је желела свим силама да изађе на топла мора, а и да се наметне као наследница Византије. У складу са тим, Катарина Велика склапа са Аустријом тајни договор о подели Балкана: Бугарска и све источно и јужно од ње би припали Русији, а Србија и све западно од ње Аустрији. То је изазивало серије руско-турских ратова. Након шестогодишњег рата, 1774. Русија и Турска су потписале Кучуккајнарџијски мир, којим Русија добија Крим, остварује утицај на Влашку и Молдавију и добија статус заштитнице хришћанства у Османском царству.

### Односи Карађорђеве Србије и Руске Царевине
Са избијањем Српске револуције, Карађорђе тражи помоћ од Аустрије, Француске и Русије.
Вође Првог српског устанка су биле свесне да је за устанике потребна међународна подршка. Зато шаљу дипломатску делегацију у Русију 1804. у саставу: прота Матија Ненадовић (био први председник владе – Правитељствујућег совјета), Петар Чардаклија, Јован Протић. То је прва дипломатска мисија модерне Србије. Делегацију је примио министар иностраних послова Царске Русије Адам Чарторијски. Делегација је издејствовала велику финансијску помоћ. 
Русија је ушла у рат са Турском 1806. Цар је притекао у помоћ српским устаницима 1806. и упутио је руски одред у Србију. Једини истински савезник Срба у Првом српском устанку је била Русија, уз чију помоћ Срби су ослободили цео Београдски пашалук, неке делове Босне и Новопазарског санџака.
Први дипломатски представник у модерној Србији из неке државе је био из Русије – Константин Родофиникин, који као овлашћени представник Русије стиже у Београд 1807.
Русија је морала 1812. да са Турском прекине рат због инвазије Наполеона на Русију, иако је у рату 1806-1812 побеђивала Турску на свим фронтовима. Закључила је Букурешки мир 1812..
Тим споразумом, Русија је издејствовала одређену самоуправу за Србе. Према одредбама 8. тачке Букурештанског споразума требало је да устаници добију општу амнестију и одређену самоуправу, уз враћање градова Турској с правом да она у њима држи војне гарнизоне. Дакле, одредбе мира су биле повољне за српске устанике, али Карађорђе је одбио мир и 8. тачку, што је било потпуно политички неприхватљиво. Карађорђе није схватао ситуацију у Европи, није разумео да је ослањање на Русију потребно не само у ослобађању Србије, него и када је сила заштитница приморана да делује и другачије. Није то разумео и на несхватљив начин напустио је устанике и отишао у Земун. Одлазак Карађорђа је деморалисало народ и све устанике. То доводи до слома Првог српског устанка 1813, али није сломљена идеја борбе – дипломатске.
Букурештански споразум је први међународни уговор у српској историји у коме се модерна Србија као субјект помиње, чиме је Србија уведена у међународну у заједницу. Све што је после њега дошло, иако је Српски устанак војнички пропао, представља разраду и реализацију Букурештанском споразума. Сва права која су Срби касније постепено добијали налазе се у овом уговору. Устанак 1804. и члан 8. Уговора, као што ће историја касније потврдити, су темељ српске државности. Да није било Букурештанског уговора 1812. не би Срби добили самоуправу после Другог српског устанка 1815, нити би дошло до аутономије 1829. на Једренском миру, и касније, независности Србије 1878. године.

### Односи Србије и Руске Царевине од 1815. до 1830. године
Други српски устанак доводи до успостављања самоуправе Срба под вођством Милоша Обреновића. Борбе су почеле на празник Цвети у априлу, а завршене до јесени те године (октобар 1815) Русија је вршила притисак на Турску, током новог устанка, да се испуњавају одредбе Букурештанског споразума за давање самоуправе. Турској није одговарао неки нови рат на Балкану у који би се поново укључила Русија, па је са Милошем Обреновићем постигла споразум о давању самоуправе. Ни народ није био за даље ратовање за независност. Касније, 1817. године Милошу Обреновићу је дата и дозвола да се прогласи за наследног кнеза, тј. да се формира српска наследна династија.
Други српски устанак је кратко трајао - јер, успостављена је самоуправа. Међутим, прекинута оружана борба Срба није прекинула дипломатску борбу за остварење циљева постављених 1804. и 1815. године. Турска је споразум са устаницима у октобру 1815. схватила као коначни прекид оружаног устанка, али за Милоша Обреновића и устанике споразум је представљао основу за даље проширење повластица и полазну тачку у даљој борби за остваривање коначних циљева устанка - рушење турске феудалне владавине и успостављање сопствене власти. Повластице које су добијене споразумом (скупљање пореза од стране Срба, обезбеђење од злоупотребе спахија и других турских чиновника, постављање кнезова по нахијама, оснивање Народне канцеларије у Београду...) давале су Србима самоуправу, која је омогућавала даљи економско-друштвени и политички развој. Борба добија само нове облике који одговарају новонасталој ситуацији - дуготрајни дипломатски преговори уз помоћ Русије.
Добијање самоуправе је био први корак ка аутономији. Дипломатска борба, да се добијена самоуправа претвори у аутономију, предвођена је царском Русијом. Од завршетка устанка 1815. до 1830. теку дуготрајни дипломатски преговори кнеза Милоша, уз помоћ Русије. У дипломатској борби веома значајна је Акерманска конвенција, тј. уговор између Русије и Османског царства 1826. године у тврђави Акерман у Бесарабији. Одредбама Акерманске конвенције је предвиђено:
- чланом 5 је Србији (са самоуправом у оквиру Османског царства) дата аутономија и враћене су јој територије (6 нахија) које су јој одузете 1813. године;
- заједничка управа Русије и Турске у Молдавији и Влашкој;

Међутим, кршењем Акерманске конвенције, које је почињено по налогу султана Махмуда II, је довело до кратког Руско-турског рата (1828–1829).
После победе Русије над Турском, у том рату, и Једренским споразумом 1829. године, решено је и српско питање. Турска је под притиском Русије претходну самоуправу коначно претворила у аутономију Србије. То је члан 6. Једренског уговора. Дакле, Србија је добила аутономију дипломатском борбом Русије на Акерманксој конвенцији 1826. и оружаном борбом/ратом Русије против Турске који је завршен Једренским миром 1829. године. Наравно, темељ српској дипломатској борби за добијање аутономије и само добијање аутономији је Букурештански мир из 1812. године.
Аутономија Кнежевини Србији (у оквиру Османског царства), која је добијена Акерманском конвенцијом и Једренским миром, потврђена је издавањем два нарочита султанова документа - хатишерифи 1830. и 1833. године. На документима су радили представници Русије, Србије у представник султана. Феудалне обавезе су урачунате у годишњи данак (порез) који је Србија плаћала Порти. Овим формално је било решено аграрно питање и уништени су феудални односи и турска власт у Србији.

### Односи Кнежевине Србије и Руске Царевине
Дипломатски односи Србије и Русије су успостављени 1838. године отварњем руског конзулата у Београду.
Након неуспешног Српско-турског рата 1876—1877, Србија се укључује у Руско-турски рат (1877—1878). Овај рат се завршио победом савезника над Турском и потписивањем Сан-Стефанског мира 1878. Овај мир је био велико разочарење за Србији: уместо да добије очекивана и освојена подручја на истоку и југу, Русија је решила да ове области припоји новопроглашеној Великој Бугарској. Ово је изазвало велики шок у Србији и условило окретањем ка Аустроугарској. С друге стране, Русија је све више нада полагала на Бугарску.
Берлинским конгресом 1878. је исправљен Сан-Стефански мир, Кнежевина Србија је добила територијална проширења и признање своје независности, а Аустроугарска право да окупира Босну и Херцеговину

### Односи Краљевине Србије и Руске Царевине
Тако је 1882. склопљена Тајна конвенција између Србије и Аустроугарске, у којем се, између осталог, Србија обавезује да неће предузимати никакве акције без сагласности са Аустроугарском, а Аустроугарска да ће штити интересе Србије и да ће признати Србији ранг краљевине. До првог конзумирања овог споразума дошло је већ 1885. при Српско-бугарском рату. Услед српског пораза и опасности од продирања бугарских снага у Србију, Аустроугарска је морала брзо да реагује. У контакту са руским двором, Беч је захтевао повлачење бугарских снага и задржавање територијалног стања на status-у quo од пре 1885.
У међувремену, тензије између Србије и Аустро-Угарске све више расту. Пре свега због несмањених српских претензија ка стварању велике јужнословенске државе, као и због страха да би то могло бити потпуно разарајуће за Аустро-Угарску. С друге стране, Русија се све више разочарава Бугарском у којој кнежеви из немачке династије, све више воде замерајућу политику: како према својим суседима, тако и према самој Русији. До поновног јачања српско-руских односа долази за време Царинског рата. Србија је желела да се привредно и политички еманципује, а Русија је желела да поново нађе свој чврсти ослонац на Балкану.
За време Анексионе кризе, као и за време Балканских ратова, Русија остаје мање-више по страни, не желећи да квари односе са Немачком и Аустроугарском.

#### Први светски рат
У крају Јулске кризе Аустроугарска објављује рат Србији 28. јул 1914. У то време Русија је била мобилисана унутар својих граница што Немачкој даје повод објаве рата Русији 1. августа, а Аустроугарска објављује рат Русији 6. августа. Са тим Србија и Русија улазе у Први светски рат 1914. године као две нападнуте земље.
Постоји Споменик руским војницима у Петроварадину.

### Односи Југославије и Совјетског Савеза

#### Између два светска рата
Октобарском револуцијом 1917, Русија из корена мења свој карактер. Тадашња капиталистичка Краљевина Срба, Хрвата и Словенаца (касније Краљевина Југославија) и православна српска краљевска династија, према совјетској Русији гаје дубок отклон. Краљевина Југославија ју није признала све до непосредне опасности од нацистичке Немачке 1940. године.
С друге стране, Краљевина Југославија је под великим утицајем руске беле емиграције. У то време, Београд, Париз и Софија постају највећи центри одбегле руске интелектуалне елите и племства. С обзиром да је реч о високообразованим људима, они су дали непроцењиви допринос развоју тадашње југословенске науке, уметности и архитектуре. У том периоду, отвара се и први Руски дом у Београду.
Односи Краљевине Југославије и совјетске Русије остају хладни све до почетка Другог светског рата, када југословенска влада признаје совјетску власт у Русији.

#### Други светски рат
Совјетска нота од 3. августа 1942. представљала је за Југославију догађај од прворазредне важности. Била је двоструко значајна: као знак промене у званичном држању Совјета и као почетак њиховог отвореног иступања против Михаиловића на међународном плану. До половине јула 1942. је за комунистичку пропагандну машину Михаиловић са својим четницима био предводник демократских снага Југославије у борби против завојевача.
У ноћи између 18. и 19. септембра 1944. године, авион у коме је био вођа југословенске револуције Јосип Броз Тито полетео је са острва Вис и прикључио се „конвоју“ од 12 истоветних совјетских летелица које су се запутиле према Румунији, одакле је 21. септембра 1944. отпутовао у Москву. Тито је у Москви боравио од 21. до 28. септембра 1944. У разговорима са Стаљином склопљен је споразум о начину уласка Црвене армије у граничне пределе Југославије. Тај договор је додатно операционализован у Крајови 5. октобра 1944. Из наредби које је Тито упутио из Крајове војним командантима било је јасно да су операције Црвене армије и НОВЈ у Србији биле усаглашене. Позив Црвеној армији да закорачи и на простор Југославије из међународних разлога дефинисан је као совјетска „молба“.
Подршком коју је СССР давао Комунистичкој партији Југославије и победом партизана над фашистима у Другом светском рату, совјетски утицај јача. Црвена армија је у свим околним земљама била кључна снага у победи против фашизма, а у Југославији је помагала партизанима. Ова историјска чињеница је умногоме определила даље југословенско-совјетске односе.
Тито се у пролеће 1945. поново обрео у Москви. Том приликом потписао је 11. априла 1945. Уговор о пријатељству, узајамној помоћи и послератној сарадњи између Совјетског Савеза и Југославије. Наведени уговор је представљао темељ југословенске спољнополитичке оријентације. Почивао је на принципима које је афирмисала савезничка антифашистичка коалиција и био основа на којој су СССР и земље „народне демократије“ темељиле своју безбедност у послератној Европи.

#### Раздобље односа Тито-Стаљин
С обзиром да је у Југославији победио комунизам, Совјетски Савез постаје природни и најближи савезник и сарадник југословенских власти. У овом периоду долази до значајне сарадње на свим областима. Економски систем се реформише по угледу на совјетски, следе масовне колективизације и подруштвљавања приватне имовине. Совјетски стручњаци долазе у Југославији како би јој помогли у њеним реформама.
Крајем маја 1946. Тито се поново обрео у Москви. Био је то његово последње виђење са Ј. В. Стаљином.
Совјетски Савез одлучује да са другим комунистичким земљама оснује Информбиро септембра 1947, тело за координацију деловања и обавештавање свих социјалистичких земаља. Централа Информбироа је била у Београду.

##### Резолуција Информбироа 1948. и криза у односима
Криза Информбироа 1948. настаје као кулминација бројних неусклађености у југословенско-совјетским односима. Југославија, за разлику од осталих комунистичких земаља, је имала своје велике жртве и заслуге у антифашистичкој борби. Тиме, она је желела да води слободнију спољну и унутрашњу политику, насупрот Стаљиновој тежњи да цео Источни блок буде под његовом контролом.
- Прва неусклађеност је била југословенски став и деловање у Тршћанској кризи. Оборивши неколико америчких авиона и залазећи у све веће конфронтације са Западом, Југославија је ризиковала да цео Источни блок увуче у нови рат за који СССР никако није био спреман.
- Другу неусклађеност представља југословенска активна помоћ грчким партизанима у Грчком грађанском рату. Стаљин се противио овоме, јер је у ранијем договору са Черчилом обећао да се неће мешати у унутрашње ствари Грчке.
- Трећу неусклађеност представља југословенска тежња за стварањем Балканије. Ово је требало да буде федерација Југославије, Бугарске и Албаније. Иако је Стаљин јавно подржавао ову идеју, у суштини јој се дубоко противио. Тако једна велика и стратешки важна творевина била би још тежа за контролу из Москве.

Као последица свих ових догађаја, из Москве стиже прекор Комунистичкој партији Југославије да је превише горда, да преувеличава своје ратне заслуге и да флертује са национализмом и капитализмом. КПЈ одлучно одбија ове критике. То доводи до драстичног погоршања односа, избацивања Југославије из Информбироа и премештања његовог седишта у Букурешт. Цео Источни блок одбија сарадњу са Југославијом, престају да јој исплаћују ратне репарације, заводе према њој економске санкције блока и врше сталне војне провокације дуж југословенских граница. (Види: Криза Информбироа)
Југословенска ситуација постаје прилично безнадежна и она је принуђена да партнере тражи на Западу. То доводи до преиспитивања стаљинистичког типа комунизма у Југославији и долази до нових реформи, како на унутрашњем, тако и на спољашњем плану.

#### Помирење 1955. до пада комунизма
Након Стаљинове смрти 1953, у Совјетском Савезу долази до процеса дестаљинизације. Долази до преиспитивања укупне совјетске политике под Стаљиновим режимом и до осуде те политике.
У том духу, 1955. Никита Хрушчов долази у посету Титу (26. мај – 3. јун). Он се извињава Југославији за неправду која јој је учињена и њих двојца потписују Београдски споразум. Годину дана након тога, лета 1956. Тито узвраћа посету Москви. Ту потписују Московски споразум. Исти дан када је Тито ушао у Совјетски Савез Хрушчов је одставио вањског министра Вјачеслава Молотова, који је био велик критичар Титове политике.  Молотова је наследио директор часописа Правда Димитриј Шепилов.
Септембарски сусрети Тита и Хрушчова 1956. године одржани су у атмосфери заоштравања кризе у Мађарској. Посете Хрушчова Југославији и Тита Совјетском Савезу (Криму) означене су као приватне и имале су форму годишњих одмора.
Четврти сусрет Тита и Хрушчова у 1956. години разговоре на Брионима изнудили су бурни догађаји у Мађарској.
|                                  |                                 |
| Тито са Хрушчовом у Копру, 1963. | Брежњев и Тито у Београду 1966. |
|                                  |                                 |
| Брежњев и Тито у Киеву 1973.     | Брежњев и Тито, Београд 1976.   |

Ови догађаји доводе до одмрзавања југословенско-совјетских односа. Међутим, ни од тада, ови односи нису били без сметњи. Разлози се налазе у редефинисаној спољној политици Југославије (види: Покрет несврстаних), као и у међународним кризама у којима су Југославија и СССР заузимали различита тумачења догађаја (види: Мађарска револуција 1956. и касније Прашко пролеће 1968).
Дошло је до посете Громика (април 1962), а затим и Брежњева (24. септембар – 4. октобар 1962) Југославији.
Почетком децембра 1962, после година сукоба и „разногласја“, југословенско државно руководство предвођено Јосипом Брозом Титом поново се обрело у Москви. До новог сусрета на врху Југославије и Совјетског Савеза дошло је у другој половини августа 1963. Последњи сусрет Хрушчова и Тита је био у Москви 8. јуна 1964.
Леонид Брежњев и Андреј Громико су присуствовали сахрани Јосипа Броза Тита 1980.
Михаил Горбачов је боравио у посети Југославији 1988.
Ипак, југословенско-совјетски односи, све до краја постојања ове две федерације, су остали коректни.

### Распади СФРЈ и СССР и Транзиције односа
Након пада Берлинског зида и слома комунизма у Европи, обе федерације улазе у дубоку кризу.
Русија, која је преокупирана распадом Совјетског Савеза и галопирајућим крахом свог привредног система, је била немоћна за било какве међународне акције и интервенције. Овај период се поклопио са кризом и распадом СФРЈ. Иако је руска влада била за очување југословенске заједнице, она је ипак међу првима признала независност Хрватске и Словеније и с њима успоставила дипломатске односе већ 25. маја 1992. године.
Током целог периода југословенских ратова, Русија се залагала за мирно решење конфликта. Али није била у позицији да заузме одлучнији став по овом питању.
Током бомбардовања Југославије 1999, Русија се у Савету безбедности УН-а чврсто успротивила овој интервенцији НАТО-а.
Непосредно по полагању заклетве председник СРЈ Војислав Коштуница октобра 2000. посећује Руску Федерацију и среће се са председником Путином. Фебруара 2001. и председник Владе Републике Србије Зоран Ђинђић посећује РФ.
Председник Руске Федерације Путин јуна 2001, након сусрета с америчким председником Бушом (млађим) у Словенији, долази у посету СРЈ и среће се са Коштуницом, а затим посећује и руски корпус у Приштини.
Као последица руске инвазије на Украјину, од краја фебруара до краја септембра 2022, више од 12.000 Руса се доселило у Србију.

## Билатерални односи

### Привреда
Србија са Русијом има споразум о слободној трговини. Листа производа и услуга које улазе под овај третман, константно се проширује. Ова околност чини Србију врло привлачном за улагаче из трећих земаља.
Са друге стране, Србија има сличан споразум и са земљама Европске уније, па је тиме српско тржиште занимљиво и руским улагачима.
- У 2020. укупна робна размена вредела је 2,48 милијарди долара. Извоз наше земље вредео је 911 милиона УСД док је увезено робе за 1,57 милијарди долара.
- У 2019. укупно је размењено роба за 3,56 милијарде УСД. Извоз Србије је износио 977 милиона док је увоз вредео 2,58 милијарди долара.
- У 2018. укупна робна размена је била на нивоу од 3,06 милијарде долара. Извезли смо робе за 1,02 милијарде УСД, а увезли за 2,03 милијарде.
- У 2012. размењено је заједно робе у вредности 2,93 милијарде УСД. Извоз из наше земље износио је 866 милиона долара док је увоз вредео 2,07 милијарди.
- У 2007. укупна робна размена вредела је 3,07 милијарди долара. Извоз Србије био је 451 милион УСД, а увезли смо робе за 2,62 милијарде.[9][10]

#### Енергетика
Србија, као и већина европских земаља, се налази у енергетској зависности од Русије.
За решење тог питања, Србија је приступила пројекту изградње Јужног тока, гасовода који би снабдевао енергијом овај део Европе. У оквиру тог споразума, договорена је и приватизација НИС-а од стране руске нафтне индустрије. После напуштања гасовода Јужни ток крајем 2014. предложена је изградња гасовода Турског тока и његов могућ пролазак кроз Србију.

### Културне везе
|                                                                 |                                               |
| Руски дом у Београду                                            | Споменик цару Николају II у Београду од 2014. |
|                                                                 |                                               |
| Изложба руског географског друштва на Калемегдану (август 2022) | Изложба у Руском дому (август 2022)           |

Културна сарадња Републике Србије и Руске федерације заснована је на споразуму из 1995. као и новом програму (2009—2011) сарадње који је потписан приликом посете председника Медведева у Београду 20. октобра 2009. године. У оквиру програма одржавају се Дани културе Србије у Русији и Дани Русије у Србији.
У Србији се руски језик изучава од 1849. у Богословији у Београду, а од 1902. у гимназијама. За почетак изучавања руског језика код Срба неки узимају отварање Словенске школе Максима Суворова и Емануила Козачинског у Сремским Карловцима 1726. године.
За време руске интервенције у Украјини 2022. у Европској унији вођен је и неке врсте културно-економски рат против Русије. Из Европе за Русију лети једино Ер Србија (поред турских и изреалских авиокомпанија), док Руски дом ради без прекида. Руске експозиције у Србији нису забрањене, што не важи и за (вечину) Европске уније.

### Дијаспоре
У Србији живи око 3.000 Руса.

### Политички односи

#### Косово и Метохија
Русија не признаје једнострано проглашење независности Косова и подржава Србију о том питању, посебно у Савету безбедности УН.
Русија је гласала против пријема Косова у УНЕСКО 2015

#### Четири стуба
У оквиру тренутне спољне политике Србије, сажете у формулацији Четири стуба, Русија има значајну улогу. Она, наима представља један од стубова на којима Србија базира даљи развој својих спољнополитичких односа. У складу са тим, 20. октобра 2009. у посету Србији је дошао руски председник Димитриј Медведев. Он је у Београду, са председником Србије Борисом Тадићем иницирао потписивање споразума о стратешком партнерству Русије и Србије. У оквиру ових споразума, као кључне тачке везивања спољних политика Србије и Русије истичу се : енергетика, поштовање суверенитета и територијалног интегритета, колективна безбедност, инфраструктурни развој и антифашизам.
Споразум о стратешком партнерству Србије и Русије потписаће председници Б. Тадић и Д. Медведев у априлу 2011. у Москви.

#### Антифашизам
Током посете председника Медведева Београду, истакнуто је једно од најзначајнијих начела стратешког партнерства Србије и Руске Федерације - антифашизам. Председник Медведев је истакао, и у свом излагању пред Скупштином Србије и на свечаности Србија памти у Сава центру, да је Србија, за разлику од многих других земаља током Другог светског рата поднела огромне жртве и исказала високу свест о штетности фашизма, чиме је умногоме допринела победи мира. Такође, председник Медведев се захвалио Србији што чува свест и сећање на своју славну, антифашистичку прошлост и током боравка у Београду, посетио је и алеју ослободилаца Београда 1944. на Новом гробљу. Председник Тадић је изјавио да је Србија поносна на своју антифашистичку прошлост и да ће Србија наставити да шири и негује тај дух.

### Међународне организације
Организације у којима обе државе имају чланство:
- Уједињене нације
- Савет Европе
- Организација за европску безбедност и сарадњу
- Организација за црноморску економску сарадњу
- Дунавска комисија

Србија има статус посматрача од 2013. у ОДКБ-у чији је члан и предводник Русија.

### Дипломатски представници

#### У Београду
- Александар Аркадевич Боцан-Харченко, амбасадор, (2019—)

- Александар Васиљевич Чепурин, амбасадор, (16. септембар 2012. — 10. јун 2019)[18][19]
- Александар Васиљевич Конузин, амбасадор, (27. март 2008—16. септембар 2012.)
- Александар Николаевич Алексејев, амбасадор, (22. септембар 2004—27. март 2008)
- Владимир Евгеневич Ивановскиј, амбасадор, (7. фебруар 2002—22. септембар 2004)
- Валериј Евгеневич Егошкин, амбасадор, (31. децембар 1999—7. фебруар 2002)
- Јуриј Михаилович Котов, амбасадор, (29. јануар 1996—31. децембар 1999)
- /   Генадиј Серафимович Шикин, амбасадор, (септембар 1991—29. јануар 1996)
- Вадим Петрович Логинов, амбасадор, (1988—1991)
- Виктор Фјодорович Маљцев, амбасадор, (1986—1988)
- Николај Николаевич Родионов, амбасадор, (1978—1986)
- Владимир Иљич Степаков, амбасадор, (1971—1978)
- Иван Александрович Бенедиктов, амбасадор, (1967—1971)
- Александар Михајлович Пузанов, амбасадор, (1962—1967)
- Алексеј Алексејевич Јепишев, амбасадор, (1960—1962)
- Иван Константинович Замчевскиј, амбасадор, (1957—1960)
- Николај Павлович Фирјубин, амбасадор, (1955—1957)
- Василиј Алексејевич Ваљков, амбасадор, (1953—1955)
- Анатолиј Јосифович Лаврентијев (1946—1949)
- Иван Васиљевич Садчиков, амбасадор, (1945—1946)
- Виктор Захарович Лебедев, амбасадор, (1944—март 1945)
- Александар Богомолов, посланик при влади Краљевине Југославије у егзилу (август 1941—1943)
- Виктор Андрејевич Плотников, посланик, (1940—мај 1941)
- Василиј Николајевич Штрандман, посланик, представник белоармејца (1919—1924)
- Борис Павлович Пељехин, отправник послова, (1917—1919)
- Борис Алексејевич Татишев, посланик (1916—1917)
- Григориј Николајевич Трубецки, посланик (1914—1915)
- Василиј Николајевич Штрандман, отпр. послова (1914)
- Николај Хенрикович Хартвиг, посланик (1909—1914)
- Василиј Сергејевич Сергејев, посланик, (1906—1909)
- Константин Аркадевич Губастов, посланик, (1904—1906)
- Владимир В. Муравјов-Апостол-Коробјин, отпр. послова, (1903—1904)
- Николај Валеревич Чариков, посланик, (1900—1904)
- Валериј Всеволодович Жадовскиј, посланик, (1897—1899)
- Алескандар Петрович Извољски, посланик, (4. 2. 1897—11. 11. 1897)
- Роман Романович Розен, посланик, (1895—1897)
- /  Александр Иванович Персиани, дипломатски представник и генерални конзул а од конгреса у Берлину и посланик (1877—1895)
- Андреј Николајевич Карцов, дипл. представник и ген. конзул, (1875—1877)
- Николај Павлович Шишкин, ген. конзул, (1863—1875)
- Александр Георгиевич Влангали, ген. конзул (1860—1863)
- /  Михаил Рафаилович Милашевич, ген. конзул, (1856—1860)
- Федор Антонович Тумански, ген. конзул, (1851—1853)
- Јаков Иванович Данилевски, ген. конзул, (1843—1851)
- Герасим Васиљевич Вашченко, конзул а потом и ген. конзул, (1838—1843)

#### У Москви, Омску и Петрограду
Амбасада Републике Србије у Москви покрива билатералне односе са Руском Федерацијом као и односе са Републиком Киргистан, Републиком Таџикистан, Туркменистаном и Републиком Узбекистан на нерезиденцијалној основи.
- Момчило Бабић, амбасадор, (фебруар 2022. —)
- Славољуб Царић, отправник послова, 2021—2022
- Мирослав Лазански, амбасадор, (25. јул 2019. — 3. август 2021)
- Славенко Терзић, амбасадор, (24. децембар 2012 — 7. јун 2019)[25]
- Јелица Курјак, отпр. послова, 2006—2007. а касније и амбасадор, (17. децембар 2008—24. октобар 2012)[26]
- Станимир Вукићевић, амбасадор, (2007—17. децембар 2008)
- Милан Роћен, амбасадор, 2003—2006.
- Данило Вуксановић, амбасадор, 2001—2003.
- Борислав Милошевић, амбасадор, 1998—2001.
- Данило Ж. Марковић, амбасадор, 1994—1998.
- Милан Роћен, отпр. послова, 1993—1994.
- Душан Лазић, отпр. послова, 1992—1993.
- Анђелко Руњић, амбасадор, 1991—1992.
- Милан Вереш, амбасадор, 1986—1991.
- Милојко Друловић, амбасадор, 1982—1986.
- Марко Орландић, амбасадор, 1979—1982.
- Јоже Смоле, амбасадор, 1975—1978.
- Милорад Пешић, амбасадор, 1971—1975.
- Вељко Мићуновић, амбасадор, 1969—1971.
- Добривоје Видић, амбасадор, 1965—1969.
- Цвијетин Мијатовић, амбасадор, 1961—1965.
- Лазар Мојсов, амбасадор, 1958—1961.
- Вељко Мићуновић, амбасадор, 1956—1958.
- Добривоје Видић, амбасадор, 1953—1956.
- Драгоје Ђурић, отправник послова, 1951—1953.
- Крсто Булајић, отпр. послова, 1950—1951.
- Карло Мразовић, амбасадор, 1948—1950. de facto 1948—1953. de jure
- Владимир Поповић, амбасадор, 1945—1948.
- Станоје Симић, Југословенска краљевска влада именовала га је 1942. године за посланика, а од 1943. године за амбасадора у Совјетском Савезу. 1942—1945.
- Милан Гавриловић, од јуна 1940—1941. био је посланик Краљевине Југославије у Совјетском Савезу.
- Александар Боди, титуларни посланик у Москви
- Јован Д. Миланковић, ген. конзул, 1918—1919. и затим отпр. послова, 1919—1920. — код Белогардејаца у Сибиру
- / Мирослав Спалајковић, посланик, 1914−1918.
- Димитрије Поповић, посланик, 1908−1912.
- Славко Ј. Грујић, отпр. послова, 1906−1907.
- Стојан Новаковић, посланик, 1900−1905.
- Љубомир Христић, отпр. послова, 1899−1900.
- Сава Грујић, посланик (други пут), 1897−1899.
- Милан Михаиловић, посланик, 1895−1897.
- Алимпије Васиљевић, посланик (други пут), 1894—1895.
- Никола Пашић, посланик, 1893—1894.
- Драгољуб Свилокосић, отпр. послова, 1893.
- Миливоје Барјактаревић, отпр. послова, 1893.
- Алимпије Васиљевић, посланик, 1892—1893.
- Тодор Петковић, отпр. послова, 1891—1892.
- Милан Петронијевић, посланик, 1890—1891.
- Ђорђе Симић, посланик, 1888—1889.
- Милан Михаиловић, отпр. послова, 1888.
- Сава Грујић, посланик, 1886—1887.
- Сима Ј. Мариновић, отпр. послова, 1885—1886.
- /  Ђура Хорватовић, посланик, 1881—1885.
- Милосав Протић, први српски дипломатски представник у Русији, 1876, 1878—1881.

## Поређење
|                     | Русија                                                                         | Србија                                                                                               |
| ------------------- | ------------------------------------------------------------------------------ | --- |
| Становништво        | 145.184.000                                                                    | 9.024.734 (са КиМ)                                                                                   |
| Површина            | 17.075.200                                                                     | 88.361 km²                                                                                           |
| Густина насељености | 8,3 /km²                                                                       | 96,78/km² (без КиМ)                                                                                  |
| Престоница          | Москва - 10.524.400 (14.837.510 шире подручје)                                 | Београд - 1.233.796 (1.659.440 шире подручје)                                                        |
| Облик владавине     | Полупредседничка република                                                     | Парламентарна република                                                                              |
| Званични језик      | Руски                                                                          | Српски                                                                                               |
| Вероисповест        | 70% Православље, 9% Ислам, 2% остали хришћани, 19% остали                      | 84,1% Православље, 6,24% Католицизам, 4,82% Ислам, 1,44% Протестантизам, 3,4% атеисти                |
| Етничка структура   | 79,8% Руси, 3,8% Татари, 2% Украјинци, 1,2% Башкири, 1,1% Чуваши, 12,1% остали | 82,86% Срби, 3,91% Мађари, 1,82% Бошњаци, 1,44% Роми, 1,08% Југословени, 0,89% Словаци, 9,79% остали |
| ГДП (по становнику) | 16.100 $ (2008)                                                                | 10.900 $ (2008)                                                                                      |

## Галерија
- Путин и Николић у Москви марта 2016.
- Руски добровољци у Србији 1876.
- Хотел Москва у Београду
- Министар Председник Н. Пашић, међу официрима 1. српске добровољачке дивизије у Одеси
- Руски добровољци у Битољу 1916.
- Руска црква у Београду, изграђена 1920-их за потребе руске емиграције
- Споменик совјетским ратним ветеранима подигнут 1965. погинулим у авионској несрећи 1964.
- Спомен-обележје руским и српским ратницима из Првог светског рата у Београду
- Мурал подршке Русији током Украјинско-руског рата, околина Београда, 2023. г.